# 呂鴻志
呂鴻志（1992年—），台灣社會運動者、重金屬音樂家，曾任社會民主黨召集人及火燒島樂團主唱。

## 簡歷
呂鴻志於台南縣成長，父母為輕鋼架從業人員。高中就讀國立南科國際實驗高級中學，大學就讀中正大學政治系，擔任異議社團「牧夫們社」副社長，也是太陽花學運期間以中南部大學生異議性社團組成的行動團體民主黑潮學生聯盟總召 。2021年畢業於國立清華大學社會學研究所，畢業論文題目為《細節藏在天花板：台灣輕鋼架產業的發展與技術學習（1980s-2000s）》，考察分析台灣的輕鋼架產業發展 。

### 音樂
在就學期間和同校團員成立台語重金屬樂團，並在2011年正式命名為火燒島樂團，2013年發行第一張專輯《若是有一蕊號作正義的花》，入圍第4屆金音創作獎最佳新人團及最佳樂團獎，2016年第二張專輯《妖魔鬼島大作戰》則是入圍第8屆金音創作獎最佳搖滾專輯獎。

### 政治
為社會民主黨創黨黨員，初期為社民黨舉辦青年營隊、招募青年，並於2016年立委選舉擔任陳尚志競選團隊一員。
2021年10月2日，經社會民主黨全國黨員大會決議，擔任第4任召集人兼任全國委員會共同委員，任內處理2024年立委選舉，於2023年6月14日陪同黨籍台北市市議員苗博雅舉行記者會，宣布與民進黨合作，推派苗博雅競選台北市大安區立委 。